# Audrey Malet
Pour les articles homonymes, voir Malet.
Audrey Malet, née le 22 novembre 1982 à Longjumeau, est une footballeuse française. Elle évolue actuellement au poste de gardienne de but au FCF Juvisy depuis le départ de Sarah Bouhaddi en 2009.
Elle a disputé la Ligue des champions lors de la saison 2010-2011 avec le club juvisien, celui-ci étant éliminé en 1/4 de finale par le futur finaliste le 1. FFC Turbine Potsdam.
Elle a inscrit un but en D1 sur un dégagement des 25 mètres le 19 décembre 2010 à l'occasion d'un match à Toulouse.
En dehors du football, elle est institutrice.

## Carrière
2001-2002 :  Montpellier Hérault Sport Club (féminines) 
 
2002-2003 :  Paris Saint-Germain Football Club (féminines) 
 
2003-2008 :  Étoile sportive ornaysienne de football Vendée La Roche-sur-Yon 
 
2008-2012 :  Juvisy FCF 